# Herveo
Herveo è un comune della Colombia facente parte del dipartimento di Tolima.
L'abitato venne fondato da un gruppo di coloni provenienti da Antioquia nel 1870 con il nome "Soledad", cambiato in quello attuale nel 1930.